# Université de Kandahār
L'université de Kandahār (en pachto : د کندهار پوهنتون) est une université publique afghane située à Kandahār, dans la province de Kandahâr.

## Source
- (en) Cet article est partiellement ou en totalité issu de l’article de Wikipédia en anglais intitulé « Kandahar University » (voir la liste des auteurs).